# Frederico Ribeiro
Frederico Ribeiro (s.d.) foi um construtor civil que, segundo a revista da época: A Architectura Portugueza muito honrava a sua laboriosa classe. Este foi o construtor português que construiu a primeira casa de artista em Lisboa, para o pintor José Malhoa (1855-1933), conhecida por ser casa de habitação e atelier de trabalho simultaneamente. Este construtor terá, nesta casa, contado com a participação do pintor naturalista António Ramalho Júnior (1859-1916), com o próprio José Malhoa, com o escultor António Augusto Costa Mota (1862-1930) e ainda com o serralheiro Vicente Joaquim Esteves.
1. ↑  C., N. (1909). Uma casa artística. A Architectura Portugueza , A. II, n.º 2, 5-6.
2. ↑  DGPC. (2015). Casa Malhoa, actualmente Casa-Museu Dr. Anastácio Gonçalves. Obtido de Património Cultural: http://www.patrimoniocultural.pt/pt/patrimonio/patrimonio-imovel/pesquisa-do-patrimonio/classificado-ou-em-vias-de-classificacao/geral/view/72353